# Ikakogi tayrona
Ikakogi tayrona es una especie de anfibio anuro de la familia de las ranas de cristal (Centrolenidae). Es endémica de la Sierra Nevada de Santa Marta (Colombia), entre los 980 y los 1790 m s. n. m.. La pérdida de su hábitat natural y la contaminación de las aguas son las principales amenazas a su conservación.